# František Slavík (atlet)
František Slavík (25. září 1888 Strašnice – 2. říjen 1926 Praha) byl český atlet-běžec.
Reprezentoval také Čechy na LOH 1912 v maratonu, který ale nedokončil.